# Vereinigte Artillerie- und Ingenieurschule

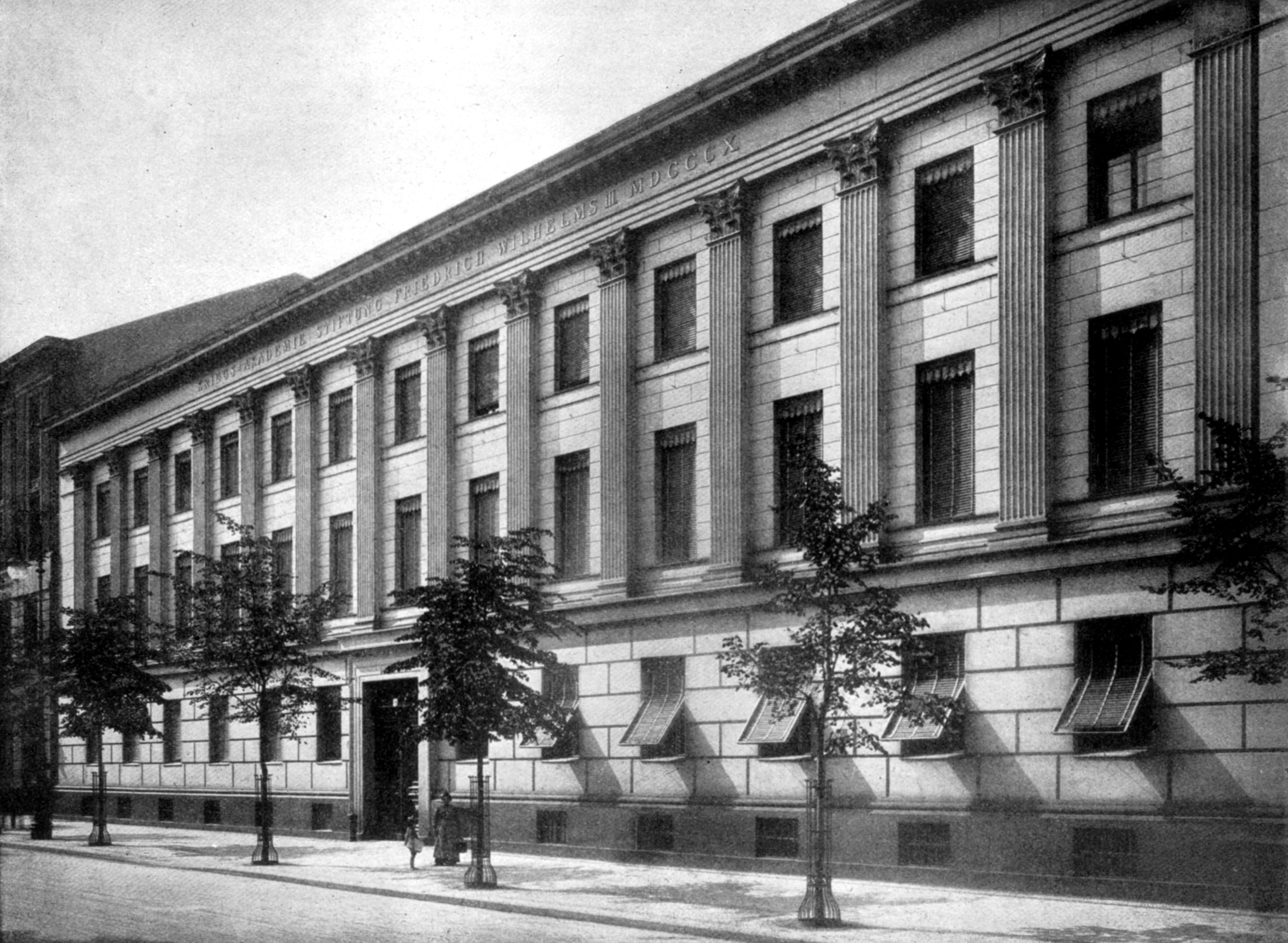
Das von Karl Friedrich Schinkel entworfene Schulgebäude Unter den Linden 74 wurde 1823 fertiggestellt

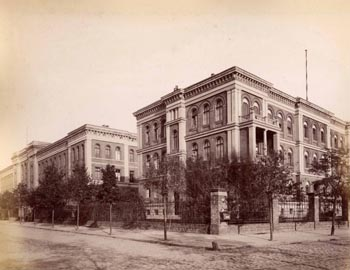
Die 1876 bezogenen Bauten an der Hardenbergstraße in Charlottenburg

Die Vereinigte Artillerie- und Ingenieurschule war eine am 4. November 1816 gegründete und bis 1907 separat existierende Ausbildungsstätte für Offiziere der Artillerie- und Pioniertruppe der Preußischen Armee in Charlottenburg bei Berlin. Sie gilt als eine der Vorläuferinstitutionen der heutigen Technischen Universität Berlin.

## Lage
Die ursprüngliche Hauptanschrift der Schule war Unter den Linden (damals Nr. 14). Nach Plänen von Karl Friedrich Schinkel bekam die Schule 1823 Unter den Linden (Mitte) 74 / Ecke Wilhelmstraße ein neues Hauptgebäude und 1876 erneut in der Hardenbergstraße 32A / Fasanenstraße 87 gegenüber der königlichen Baumschule.

## Entstehung
Vor der Gründung der preußischen Militärschule erfolgte die Ausbildung für die Artillerie und die Ingenieurtruppe an separaten Schulen. Die Ausbildung der Artilleristen erfolgte an der Artillerieschule in Hannover und die ursprüngliche Forderung für die Gründung einer Ausbildungsstätte für Ingenieuroffiziere stellte Oberstleutnant Georg Josua du Plat, Chef des kurhannoverschen Ingenieurkorps, aufgrund der Erfahrungen aus dem Siebenjährigen Krieg, in dem sich das bereits 1729 aufgestellte Korps als „überaltert“ und unzureichend ausgebildet herausstellte.
Zuvor erfolgte die technische Ausbildung der Ingenieuroffiziere in der Truppe durch ausgewählte Artillerieoffiziere, Offiziere anderer Waffengattungen, sowie durch in- und ausländische Zivilsachverständige. Vorbilder für die 1788 in Potsdam gegründete königliche Ingenieurakademie waren insbesondere die französische École Nationale des Ponts et Chaussées in Paris, die École royale du Génie de Mézières und die Artillerieschulen der französischen Artilleriebrigaden. Die preußische Ingenieurakademie kam aber vor allem wegen des Krieges gegen Frankreich Ende des 18. Jahrhunderts nicht über das Versuchsstadium hinaus und wurde letztendlich 1803 aufgelöst.

## Ausbildung
Die Neugründung der Vereinigten Artillerie- und Ingenieurschule in Berlin wurde 1816 vor allem durch den Chef des Ingenieurkorps und Generalinspekteur der preußischen Festungen, den Generalleutnant Gustav von Rauch, vorangetrieben. Rauch erhielt dabei die Unterstützung des Chefs der preußischen Artillerie, des Prinzen August von Preußen. Die Ausbildung für die Leutnante, die bereits zuvor die Kriegsschulen besucht und darauf ein zwei- bis dreijähriges  Truppenpraktikum absolviert hatten, fand ab jetzt in einjährigen Kursen statt. Die Ausbildung war mit Bestehen der Abschlussprüfung und Zuteilung des Examens beendet.
Die Lerninhalte wurden zunehmend erweitert und beinhalteten später die Fächer Artillerie- und Ingenieurwissenschaften, Mathematik, Chemie, Physik, Terrainlehre, Taktik, Kriegsgeschichte, Pferdekenntnis, Zeichnen, Englisch, Französisch, sowie Übungen im Terrainaufnehmen und Besuche der technischen Artillerie-Institute.
Die Teilnahme an der Ausbildung war für die Absolventen freiwillig, der Unterrichtsbesuch für das Bestehen allerdings erforderlich, zumal vom Bestehen der Prüfungen wiederum entsprechende Beförderungen abhängig gemacht waren. Einigen Absolventen wurde auch der Besuch großer Industriewerke ermöglicht.
Während die Unterrichtung militärübergreifender Fächer als einmalig galt, stieß die gemeinsame Unterrichtung von Pionier- und Artillerieoffizieren wegen der waffengattungsspezifisch abweichenden Interessen immer wieder auf Kritik. Daher wurden den Ingenieuroffiziersanwärtern zunächst zusätzliche Fächer angeboten, ab 1834 deren Ausbildung an die neu gegründete Militärakademie verlegt. 1907 wurde die Schule mit der Militärtechnischen Akademie vereinigt und unter deren Namen fortgeführt.

## Kommandeure
| Dienstgrad     | Name                                            | Datum                                 |
| -------------- | ----------------------------------------------- | ------------------------------------- |
| Generalmajor   | Anton Christian von Strampff                    | 19. Dezember 1816 bis 18. Juni 1820   |
| Oberst         | Johann Christoph Neander von Petersheiden       | 19. Juni 1820 bis 5. Oktober 1821     |
|                | unbesetzt                                       |                                       |
| Oberst         | Johann Philipp von Rohde                        | 29. Oktober 1821 bis 11. April 1823   |
| Oberst         | Damm                                            | 12. April 1823 bis 25. April 1827     |
| Oberst         | Friedrich von Loos                              | 26. April 1827 bis 1827               |
| Oberst         | Johann Christian Friedrich Liebe                | 1827 bis 17. November 1831            |
| Oberst         | Johann Carl Plümicke                            | 18. November 1831 bis 30. Januar 1832 |
| Oberstleutnant | Karl August Wittich                             | 31. Januar 1832 bis 3. November 1851  |
| Oberst         | Moritz von Prittwitz und Gaffron                | 04. November 1851 bis 12. Mai 1852    |
| Oberst         | Albert Lademann                                 | 13. Mai 1852 bis 15. Mai 1857         |
| Oberst         | Karl Julius Kayser                              | 16. Mai 1857 bis 2. September 1859    |
| Oberst         | Theodor von Troschke                            | 03. September 1859 bis 17. April 1865 |
| Oberst         | Hermann Maximilian Bernhard von Rozynski-Manger | 18. April bis 1. Oktober 1865         |
| Oberstleutnant | Hermann von Kameke                              | 02. Oktober 1865 bis 9. Oktober 1866  |
| Oberstleutnant | Anton The Losen                                 | 10. Oktober 1866 bis 1. August 1867   |
| Oberst         | Adolph Sokolowski                               | 02. August 1867 bis 20. April 1868    |
| Oberst         | Justus von Dresky und Merzdorf                  | 21. April 1868 bis 5. April 1872      |
| Oberstleutnant | Rudolf von Roerdansz                            | 06. April 1872 bis 5. Juni 1874       |
| Oberstleutnant | Karl Jacobi                                     | 09. Juni 1874 bis 1. Mai 1875         |
| Oberst         | Wilhelm Hugo Schmeltzer                         | 02. Mai 1875 bis 23. Juni 1879        |
| Oberstleutnant | Emil Weinberger                                 | 24. Juni 1879 bis 19. Juni 1882       |
| Oberst         | Hermann von Burchard                            | 20. Juni 1882 bis 10. Dezember 1884   |
| Oberst         | Friedrich Arthur Köhler                         | 11. Dezember 1884 bis 21. März 1888   |
| Oberst         | Otto Leo                                        | 22. März 1888 bis 13. Oktober 1890    |
| Oberst         | Paul von Abel                                   | 14. Oktober 1890 bis 26. Januar 1892  |
| Oberst         | Alexander von Gentzkow                          | 27. Januar 1892 bis 15. März 1893     |
| Oberst         | Olivier von Hoffmann                            | 16. März 1893 bis 26. Januar 1897     |
| Oberst         | Wilhelm Brennecke                               | 27. Januar 1897 bis 26. März 1898     |
| Oberstleutnant | Bruno von Mudra                                 | 27. März 1898 bis 17. April 1899      |
| Oberstleutnant | Karl Delius                                     | 18. April 1899 bis 17. Mai 1901       |
| Oberst         | Hermann Seer                                    | 18. Mai 1901 bis 20. Mai 1906         |
| Oberstleutnant | Fritz Hofmeister                                | 21. Mai 1906 bis 1907                 |

## Berühmte Schulangehörige

### Dozenten
- Hermann Aron
- Siegfried Heinrich Aronhold
- Friedrich August
- Wilhelm von Beetz
- Karl Gustav von Berneck
- Meno Burg
- Rudolf Clausius
- Karl von Decker
- Max Dennstedt
- Otto Linné Erdmann
- Friedrich Christoph Förster
- Lazarus Immanuel Fuchs
- Gotthilf Hagen
- Emil Körner
- Heinrich Gustav Magnus
- Georg Simon Ohm
- Ernst Robert Schneider
- Daniel Friedrich Gottlob Teichert
- Friedrich Adolf von Willisen

### Weitere nennenswerte Schulangehörige
Zu den bekanntesten Schulabsolventen zählt Werner von Siemens ebenso wie der Schöpfer der Schweren Artillerie, Generalleutnant Gustav Adolf von Deines.

## Weitere Artillerie- und Ingenieurschulen
Eine vergleichbare Schule war die 1857 gegründete Artillerie- und Ingenieur-Schule der Bayerischen Armee in München und die französische École d'application de l'artillerie et du génie in Metz.